# Bezwola (przystanek kolejowy)
Bezwola – kolejowy przystanek osobowy we wsi Bezwola, w gminie Wohyń, w powiecie radzyńskim, w województwie lubelskim, położony w km 34,276 na linii kolejowej nr 30.

## Historia
Pierwotnie przystanek znajdował się 400 metrów dalej na wschód, przy obecnej stacji technicznej Bezwola. Ruch pasażerski został zawieszony 3 kwietnia 2000 roku.
Przystanek w nowej lokalizacji obok przejazdu kolejowo-drogowego otwarto dla pasażerów 28 czerwca 2024 roku. Zabudowano go według standardu 100 m długości i 760 mm wysokości. Oświetlono latarniami LED, w pełni dostosowano do potrzeb osób niepełnosprawnych. Wyposażono w przeszkoloną wiatę, ławki, śmietniki oraz gabloty z rozkładem jazdy. Przy wejściu na peron znajduje się 5 stojaków rowerowych.
Znajdujący się w bezpośrednim sąsiedztwie przejazd kolejowo-drogowy kat. A sterowany jest przez LCS w Lubartowie. Parking samochodowy przeznaczony jest na 9 pojazdów + 1 miejsce dedykowane dla niepełnosprawnych.

## Ruch pasażerski
Przystanek znajduje się w odległości 1,1 km od centrum miejscowości. Jest częścią trasy pociągów Łuków – Lublin przewoźnika PolRegio.
Początkowo zatrzymywała się tutaj 1 para pociągów regionalnych zapewniających dojazd do Łukowa, Radzynia Podlaskiego oraz Parczewa, Lubartowa i Lublina. Od grudnia 2024 roku w dni robocze zwiększono częstotliwość do czterech par na dobę (3 w weekendy).
Dobowa wymiana pasażerska oraz miejsce w rankingu ogólnopolskim:
| Rok  | Ilość pasażerów | Miejsce w Polsce |
| ---- | --------------- | ---------------- |
| 2024 |                 |                  |